# Coppa Continentale 2016-2017 (hockey su pista)
La Coppa Continentale 2016-2017 è stata la 36ª edizione (la diciannovesima con la denominazione Coppa Continentale) dell'omonima competizione europea di hockey su pista. Alla manifestazione hanno partecipato i portoghesi del Benfica, vincitori dell'Eurolega 2015-2016, e i connazionali dello Barcelos, vincitori della Coppa CERS 2015-2016. 
A conquistare il trofeo è stato il Benfica al terzo successo nella sua storia.

## Squadre partecipanti
| Club     | Qualificazione             | Partecipazioni precedenti (il grassetto indica la vittoria) |
| -------- | -------------------------- | ----------------------------------------------------------- |
| Benfica  | Detentore dell'Eurolega    | 2011-2012, 2013-2014                                        |
| Barcelos | Detentore della Coppa CERS | 1991-1992, 1993-1994                                        |

## Risultati
| Squadra 1 | Totale | Squadra 2 | Andata | Ritorno |
| --------- | ------ | --------- | ------ | ------- |
| Barcelos  | 7 - 13 | Benfica   | 5 - 4  | 2 - 9   |

| Barcelos 8 ottobre 2016 Finale di andata | Barcelos | 5 – 4 | Benfica | Pavilhão Municipal |

| Lisbona 15 ottobre 2016 Finale di ritorno | Benfica | 9 – 2 | Barcelos | Pavilhão da Luz Nº 1 |